# Savage Mode
| Recensione   | Giudizio |
| ------------ | -------- |
| Exclaim!     | 6/10     |
| HotNewHipHop | 83%      |
| Pitchfork    | 7/10     |
| Vulture      | Positivo |

Savage Mode è un extended play collaborativo del rapper statunitense 21 Savage e del produttore Metro Boomin, pubblicato il 15 luglio 2016 tramite le piattaforme iTunes, Apple Music, Spotify e Soundcloud. Rolling Stone l'ha inserito nella propria lista dei migliori 40 album rap del 2016.

## Tracce
1. No Advance – 4:36 (testo: Shayaa Joseph, Leland Wayne – musica: Metro Boomin)
2. No Heart – 3:55 (testo: Joseph, Wayne, Joshua Luellen, Kevin Gomringer, Tim Gomringer – musica: Metro Boomin, Southside, Cubeatz)
3. X (feat. Future) – 4:18 (testo: Joseph, Wayne, Nayvadius Wilburn – musica: Metro Boomin)
4. Savage Mode – 4:09 (testo: Joeseph, Wayne – musica: Metro Boomin)
5. Bad Guy – 2:49 (testo: Joseph, Wayne, Sonny Uwaezuoke – musica: Metro Boomin, Sonny Digital)
6. Real Nigga – 3:05 (testo: Joseph, Wayne – musica: Metro Boomin)
7. Mad High – 3:00 (testo: Joseph, Wayne – musica: Metro Boomin)
8. Feel It – 2:43 (testo: Joseph, Wayne, Xavier Dotson – musica: Metro Boomin, Zaytoven)
9. Ocean Drive – 3:47 (testo: Joseph, Wayne, Robert Mandell – musica: Metro Boomin, G Koop)

## Classifiche

### Classifiche settimanali
| Classifica (2016–2017)    | Posizione massima |
| ------------------------- | ----------------- |
| Canada                    | 57                |
| Stati Uniti               | 23                |
| Stati Uniti (R&B/Hip-Hop) | 9                 |
| Stati Uniti (Rap)         | 7                 |

### Classifiche di fine anno
| Classifica (2016) | Posizione massima |
| ----------------- | ----------------- |
| Stati Uniti       | 185               |
| Classifica (2017) | Posizione massima |
| Stati Uniti       | 58                |